# Ciruelos de Cervera
Ciruelos de Cervera – gmina w Hiszpanii, w prowincji Burgos, w Kastylii i León, o powierzchni 37,87 km². W 2011 roku gmina liczyła 117 mieszkańców.